# Nargothrond
Nargothrond es un lugar ficticio perteneciente al legendarium del escritor británico J. R. R. Tolkien; aparece en sus novelas El Silmarillion y Los hijos de Húrin. Nargothrond fue un reino de elfos Noldor en el oeste de Beleriand, fundado por Finrod, el hijo mayor de Finarfin y Eärwen, durante la Primera Edad. Su capital homónima debió contar con unos 25.000 habitantes.[cita requerida]

## Etimología del nombre
Nargothrond significa en alguno de los lenguajes elficos "La Gran fortaleza subterránea sobre el Río Narog".
También, podemos decir: emplazada en unas cavernas próximas al río Narog, Nargothrond era una fortaleza de considerables dimensiones. Su etimología es "Nar(o)g/oth/rond", "Excavación fortificada (ost-rond) del Narog". Fue construida entre los elfos de la casa de Finrod y los enanos, los cuales le dan al rey elfo el sobrenombre por el que sería recordado en las leyendas, Felagund ("felek-gundu" significa "Excavador de cuevas" en una adaptación del khuzdul, lengua enana, al sindarin).

## Comienzos de Nargothrond
La ciudad subterránea de Nargothrond fue establecida por Finrod Felagund cuando este había recibido mensajes del Vala Ulmo de que debía crear un reino oculto a los ojos de Morgoth, un refugio que resistiera sus ataques por la mayor cantidad de tiempo posible. Desde ese momento, Finrod emprende la búsqueda de un lugar idóneo para esta misión. 
La idea de Nargothrond surge finalmente durante la primera visita de Finrod a su tío abuelo, el Rey Thingol de Doriath. Finrod se maravilla al ver la ciudad de Menegroth, emplazada en las grutas del río Esgalduin, y construida por elfos sindar y enanos. Cuando Finrod le revela a Thingol los deseos de su corazón, el rey de Doriath (y autodeclarado "rey de Beleriand") le habla de las grutas del río Narog, donde antes habitaban los llamados «enanos mezquinos» («petty-dwarves»), y desde hace tiempo abandonadas.

## El Fin de Nargothrond
Años después, Finrod parte para ayudar a Beren, hijo de Barahir, en la misión que Thingol le había encomendado para poder desposar a su hija, Lúthien Tinúviel. En esta empresa, Finrod honra el juramento dado a Barahir de ayudar a la familia de este. Orodreth, hermano de Finrod, se hace cargo del trono.
La partida de Finrod tiene efectos desastrosos sobre Nargothrond: Orodreth no es un líder, el miedo entra en los corazones del pueblo de Nargothrond, quien se cierra sobre sí mismo, y cae bajo la sombra de los hermanos Celegorm y Curufin. Estos últimos habían amenazado al reino con destruirlo si colaboraban en la misión de rescatar el Silmaril para Beren.
Años después, aparece Túrin Turambar, "Mormegil", con su espada negra Gurthang, y se hace un caudillo entre los elfos de la fortaleza. La hija del rey Orodreth, Finduilas, se enamora de él, pero la presencia de Túrin, maldito por Morgoth, solo causa desgracias a la ciudad: su orgullo lo convence de que Nargothrond es capaz de confrontar abiertamente el poder de Morgoth. 
Elfos provenientes de Balar, de parte del dios Ulmo, llegan a la ciudad para advertir contra esto. Sin embargo, Túrin impone su punto de vista y Nargothrond construye un puente de entrada al reino que lo revela ante los ojos de sus enemigos, y lo hace vulnerable a una invasión. Glaurung, padre de los dragones, ataca y arrasa la morada de estos elfos, que son hechos prisioneros o asesinados, y Túrin no puede hacer nada para evitarlo. El dragón adopta las cavernas de Nargothrond como morada.Finalmente, el dragón deja Nargothrond para buscar a su mayor enemigo, Túrin en el bosque de Brethil. Abandonadas por Glaurung, las cavernas de Nargothrond son reocupadas por un clan de enanos encabezados por Mîm, tal como de antaño lo habían hecho sus ancestros. Por años nadie se atreve a entrar allí; los viejos tesoros permanecen ocultos hasta la llegada de Húrin, padre de Túrin. En los sucesos que siguen al periplo de Húrin desde Thangorodrim, este asesina a Mîm y se lleva consigo el Nauglamír, el tesoro más preciado de la ciudad, un collar hecho con perlas y que los enanos habían fabricado para el rey Felagund. Eventualmente, el Nauglamir pone en movimiento los hechos que llevan a la ruina y caída de Doriath. 
Nargothrond desaparece junto a buena parte de Beleriand, cuando estas tierras se hunden bajo el mar en la Guerra de la Cólera contra Morgoth.